# Eerste klasse 1960-61 (basketbal België)
Het seizoen 1960-1961 was de 14e editie van de hoogste basketbalcompetitie. Antwerpse BBC behaalde opnieuw de landstitel en kon het seizoen afsluiten zonder enig puntenverlies. Vilvoorde en Salzinnes waren de nieuwkomers. Met Semailles BC, verloor het hoogste niveau alweer een pionier.

## Eindstand
|  |    |                   | P  | W  | V  | D | Ptn |
|  | -- | ----------------- | -- | -- | -- | - | --- |
|  | 1  | Antwerpse BBC     | 22 | 22 | 0  | 0 | 44  |
|  | 2  | VG Oostende       | 22 | 15 | 5  | 2 | 32  |
|  | 3  | Royal IV          | 22 | 15 | 7  | 0 | 30  |
|  | 4  | Racing CB         | 22 | 14 | 7  | 1 | 29  |
|  | 5  | Zaziko            | 22 | 14 | 8  | 0 | 28  |
|  | 6  | Canter Schaarbeek | 22 | 10 | 12 | 0 | 20  |
|  | 7  | Rubo Niel         | 22 | 9  | 12 | 1 | 19  |
|  | 8  | Bavi Vilvoorde    | 22 | 8  | 13 | 1 | 17  |
|  | 9  | Brabo BC          | 22 | 6  | 15 | 1 | 13  |
|  | 10 | A. Salzinnes      | 22 | 6  | 16 | 0 | 12  |
|  | 11 | Ontspanning       | 22 | 5  | 17 | 0 | 10  |
|  | 12 | Semailles BC      | 22 | 5  | 17 | 0 | 10  |

1928 · 1929 · 1930 · 1931 · 1932 · 1933 · 1934 · 1935 · 1936 · 1937 · 1938 · 1939 · 1940 · 1941 · 1942 · 1943 · 1944 · 1945 · 1946 · 1947 · 1948 · 1949 · 1950 · 1951 · 1952 · 1953 · 1954 · 1955 · 1956 · 1957 · 1958 · 1959 · 1960 · 1961 · 1962 · 1963 · 1964 · 1965 · 1966 · 1967 · 1968 · 1969 · 1970 · 1971 · 1972 · 1973 · 1974 · 1975 · 1976 · 1977 · 1978 · 1979 · 1980 · 1981 · 1982 · 1983 · 1984 · 1985 · 1986 · 1987 · 1988 · 1989 · 1990 · 1991 · 1992 · 1993 · 1994 · 1995 · 1996 · 1997 · 1998 · 1999 · 2000 · 2001 · 2002 · 2003 · 2004 · 2005 · 2006 · 2007 · 2008 · 2009 · 2010 · 2011 · 2012 · 2013 · 2014 · 2015 · 2016 · 2017 · 2018 · 2019 · 2020 · 2021